# Aeroportul Lošinj
Aeroportul Lošinj (IATA: LSZ, ICAO: LDLO) este un aeroport din Mali Lošinj, Primorje-Gorski Kotar, Croația ce deservește zona Lošinj⁠(d). Aeroportul a fost tranzitat în 2022 de 5.384 de pasageri. A fost numit după zona deservită.
Situat la o altitudine de 47 m, aeroportul dispune de o singură pistă.